# Thực vật hoa ẩn có mạch

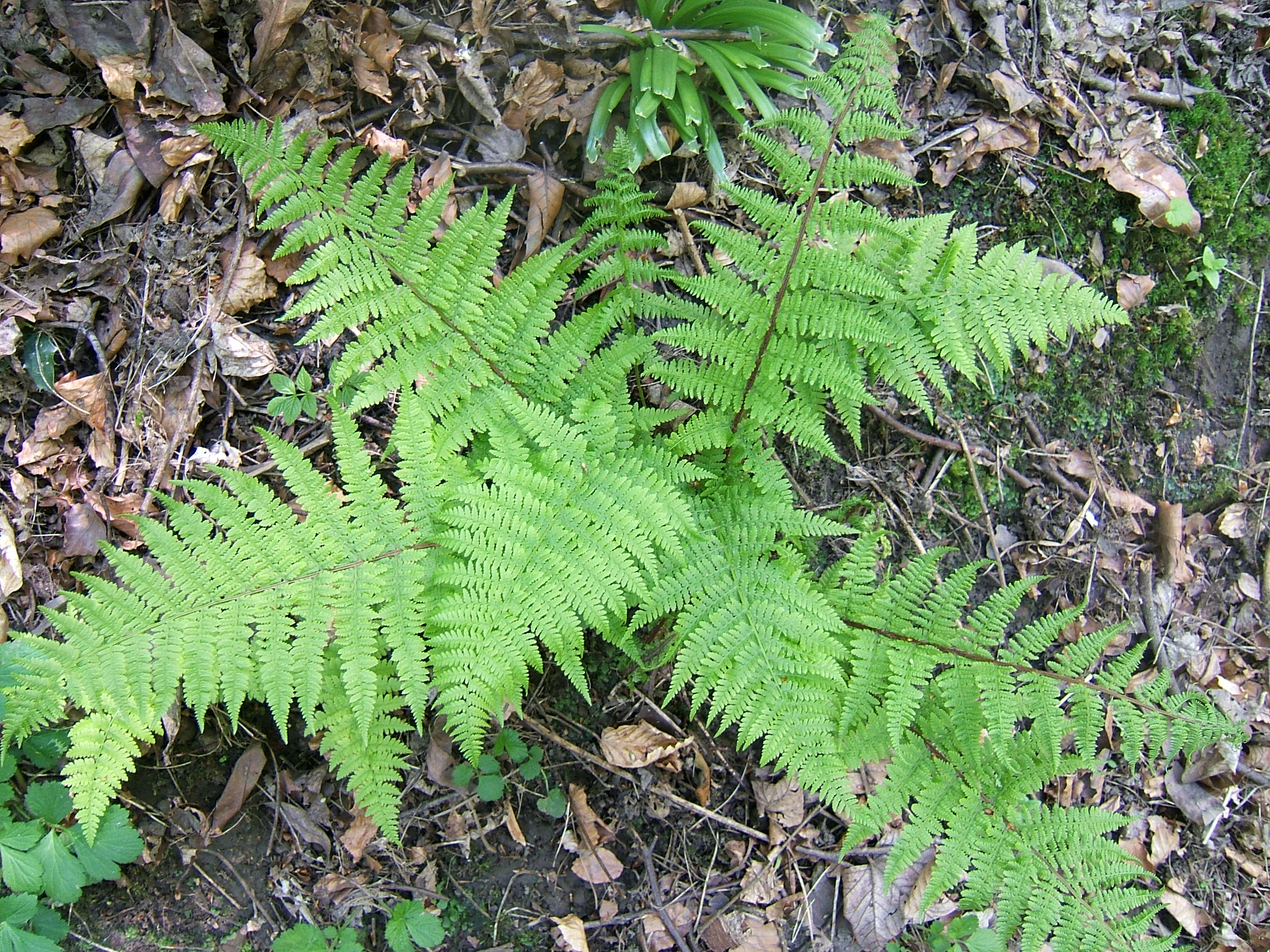
Polypodiophyta: Athyrium filix-femina

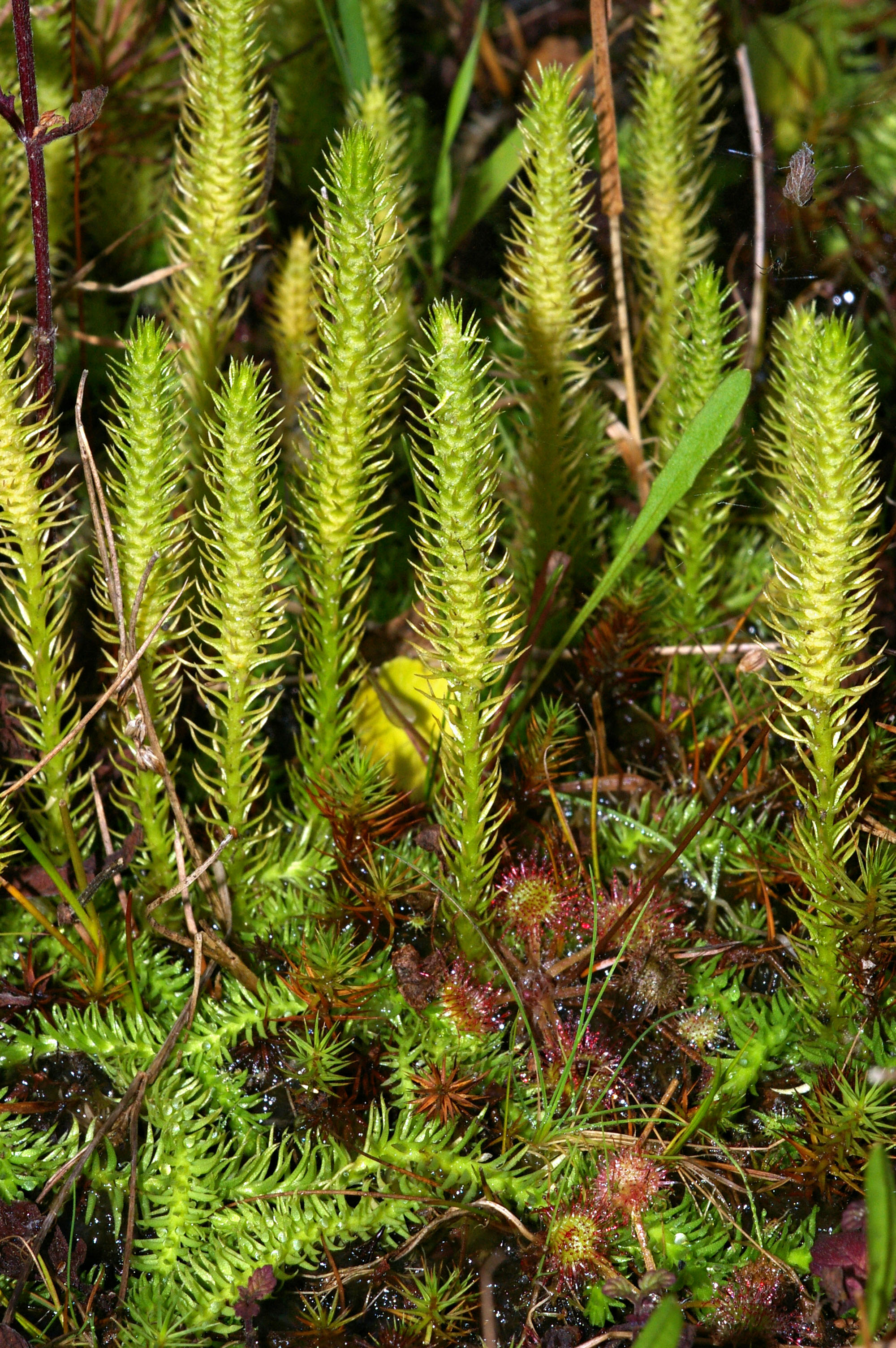
Lycopodiophyta: Lycopodiella inundata

Thực vật hoa ẩn có mạch (Pteridophyte) là một ngành thực vật có mạch (có mạch gỗ và mạch rây) sinh sản bằng bào tử. Bởi vì ngành thực vật này không tạo ra hoa hay hạt, nên đôi khi chúng còn được gọi là thực vật hoa ẩn (cryptogam), có nghĩa là phương tiện sinh sản của chúng bị ẩn kín đi. Dương xỉ, dương xỉ đuôi ngựa và ngành Thạch tùng (lớp Thạch tùng, chi Quyển bá, chi Thủy phỉ) đều thuộc thực vật hoa ẩn có mạch. Tuy nhiên, không có nhánh bởi vì dương xỉ và dương xỉ đuôi ngựa có quan hệ họ hàng gần với nhóm thực vật có hoa hơn là họ Thạch tùng. Do đó, "Pteridophyta" không còn là một đơn vị phân loại được chấp nhận rộng rãi, nhưng thuật ngữ pteridophyte vẫn được sử dụng theo cách nói chung, cũng như pteridology và pteridologist là một môn khoa học và người nghiên cứu dương xỉ. Dương xỉ và lycophytes có chung một vòng đời và thường được điều trị hoặc nghiên cứu chung, chẳng hạn như Hiệp hội các nhà pteridophyte học quốc tế và nhóm phát sinh loài Pteridophyte.

## Mô tả
Pteridophyte (dương xỉ và thạch tùng) là những thực vật có mạch phân bào tự do có vòng đời có các sự xen kẽ thế hệ sinh sản, và các pha thể bào tử, độc lập khi trưởng thành. Thể bào tử phân hóa tốt thành rễ, thân, lá. Hệ rễ luôn luôn mang tính ngẫu hứng. Thân cây ở dưới đất hoặc trên không. Các lá có thể nhỏ hoặc lớn. Các đặc điểm chung khác của chúng bao gồm thực vật có mạch apomorphies (ví dụ: mô mạch) và thực vật trên cạn plesiomorphies (ví dụ: bào tử phân tán và không có hạt ). 

## Phân loại học

### Phát sinh học
Trong số các Pteridophyte, dương xỉ chiếm gần 90% sự đa dạng hiện thời. Smith et al. (2006), phân loại về Pteridophytes bậc cao đầu tiên được công bố trong kỷ nguyên phát sinh chủng loại phân tử, coi dương xỉ là monilophytes, như sau: 
- Ngành Tracheophyta (tracheophytes) - thực vật có mạch
  - Phân ngành Euphyllophytina (euphyllophytes) – Thực vật có lá thật sự
  - Phân ngành Lycopodiophyta (lycophytes) – ít hơn 1% thực vật có mạch hiện thời – Ngành Thạch tùng
    - Thứ ngành Moniliformopses (monilophytes)
    - Thứ ngành Spermatophyta – thực vật có hạt, ~ 260.000 loài

trong đó thứ ngành monilophytes chứa khoảng 9.000 loài, bao gồm họ Dương xỉ đuôi ngựa (Equisetaceae), chi Quyết lá thông (Psilotaceae), và tất cả các loài dương xỉ eusporangiate và leptosporangiate. Trong lịch sử, cả ngành Thạch tùng và monilophytes đều được nhóm lại thành pteridophytes (dương xỉ và đồng minh dương xỉ) trên cơ sở chúng mang bào tử ("không hạt"). Trong nghiên cứu phát sinh chủng loại phân tử của Smith, dương xỉ được đặc trưng bởi nguồn gốc gốc rễ bên trong nội bì, thường là mô gỗ sơ cấp tỏa tâm trong chồi, giả nội bì, hợp bào và tế bào tinh trùng với 30-1000 lông roi. Thuật ngữ "moniliform" như trong Moniliformopses và monilophytes có nghĩa là "hình hạt" được giới thiệu bởi Kenrick và Crane (1997)  như là một thay thế khoa học cho "dương xỉ" (bao gồm Equisetaceae) được thành lập bởi Pryer et al. (2004). Christenhusz và Chase (2014) trong quá trình xem xét các sơ đồ phân loại đã đưa ra phê bình về cách sử dụng này, và họ không khuyến khích là không hợp lý. Trên thực tế, tên thay thế Filicopsida đã được sử dụng. So sánh "lycopod" hoặc lycophyte (thạch tùng) có nghĩa là cây sói. Thuật ngữ "đồng minh dương xỉ" bao gồm Pteridophyta thường dùng để chỉ các thực vật mang bào tử có mạch không phải là dương xỉ, bao gồm "lycopods" hoặc lycophyte , dương xỉ đuôi ngựa, quyết lá thông và dương xỉ nước (Marsileaceae, Salviniaceae, Ceratopteris). Đây không phải là một nhóm tự nhiên mà là một thuật ngữ thuận tiện để nói về loài không phải là dương xỉ, và cũng không được khuyến khích, cũng như loài dương xỉ eusporangiate cho dương xỉ không phải leptosporangiate.
Tuy nhiên, cả Thứ cấp và Moniliformopses cũng là những tên không hợp lệ theo Mã danh pháp quốc tế. Mặc dù dương xỉ có nhánh đơn ngành, nhưng chỉ về mặt hình thức được coi là bốn lớp(Psilotopsida; Equisetopsida; Marattiopsida; Polypodiopsida), 11 bộ và 37 họ, mà không ấn định bậc phân loại cao hơn.
Hơn nữa, trong Polypodiopsida, nhóm lớn nhất, một số nhánh không chính thức đã được công nhận, bao gồm leptosporangiates, core leptosporangiates, polypods (Polypodiales) và eupolypods (bao gồm cả Eupolypods I và Eupolypods II).
Vào năm 2014 Christenhusz và Chase, tổng kết những kiến thức đã biết vào thời điểm đó, đã coi nhóm này là hai nhóm taxi không liên quan riêng biệt trong phân loại được đồng thuận; 
- Lycopodiophyta (lycepads) 1 phân lớp, 3 bộ, mỗi bộ có một họ, 5 chi, xấp xỉ. 1.300 loài
- Polypodiophyta (dương xỉ) 4 phân lớp, 11 bộ, 21 họ, khoảng. 212 chi, xấp xỉ 10,535 loài
  - Phân lớp Equisetidae Warm.
  - Phân lớp Ophioglossidae Klinge
  - Phân lớp Marattiidae Klinge
  - Phân lớp Polypodiidae Cronquist, Takht. & Zimmerm.

Các phân lớp này tương ứng với bốn lớp của Smith, Ophioglossidae tương ứng với Psilotopsida.
Hai nhóm chính trước đây được bao gồm trong Pteridophyta có liên quan về mặt phát sinh loài như sau:   

|                                 | Polypodiophyta – dương xỉ                                                       |
|                                 |                                                                                 |
| Spermatophyta – thực vật có hạt | \| \| Gymnospermae \| \| \| \| \| \| Angiospermae – thực vật có hoa \| \| \| \| |
|                                 | \| \| Gymnospermae \| \| \| \| \| \| Angiospermae – thực vật có hoa \| \| \| \| |
|                                 | Gymnospermae                                                                    |
|                                 |                                                                                 |
|                                 | Angiospermae – thực vật có hoa                                                  |
|                                 |                                                                                 |

|  | Gymnospermae                   |
|  |                                |
|  | Angiospermae – thực vật có hoa |
|  |                                |

|                                 | Polypodiophyta – dương xỉ                                                       |
|                                 |                                                                                 |
| Spermatophyta – thực vật có hạt | \| \| Gymnospermae \| \| \| \| \| \| Angiospermae – thực vật có hoa \| \| \| \| |
|                                 | \| \| Gymnospermae \| \| \| \| \| \| Angiospermae – thực vật có hoa \| \| \| \| |
|                                 | Gymnospermae                                                                    |
|                                 |                                                                                 |
|                                 | Angiospermae – thực vật có hoa                                                  |
|                                 |                                                                                 |

|  | Gymnospermae                   |
|  |                                |
|  | Angiospermae – thực vật có hoa |
|  |                                |

### Phân ngành
Pteridophytes bao gồm hai lớp riêng biệt nhưng có liên quan với nhau, có danh pháp đã thay đổi. Hệ thống do Pteridophyte Phylogeny Group đưa ra vào năm 2016, PPG I, là:
- Lớp Lycopodiopsida (lycophytes)
  - Bộ Lycopodiales DC. ex Bercht. & J.Presl; 1 họ hiện thời
  - Bộ Isoetales Prantl; 1 họ hiện thời
  - Bộ Selaginellales Prantl; 1 họ hiện thời
- Lớp Polypodiopsida (dương xỉ)
  - Phân lớp Equisetidae Warm. – 1 bộ, họ, chi hiện thời (Equisetum)
    - Bộ Equisetales DC. ex Bercht. & J.Presl – 1 họ hiện thời

  - Phân lớp Ophioglossidae Klinge – 2 bộ hiện thời
    - Bộ Psilotales Prant  – 1 họ hiện thời
    - Bộ Ophioglossales Link – 1 họ hiện thời

  - Phân lớp Marattiidae Klinge – 1 bộ hiện thời
    - Bộ Marattiales Link – 1 họ hiện thời

  - Phân lớp Polypodiidae Cronquist, Takht. & W.Zimm. – 7 extant orders
    - Bộ Osmundales Link – 1 họ hiện thời
    - Bộ Hymenophyllales A.B.Frank – 1 họ hiện thời
    - Bộ Gleicheniales Schimp – 3 họ hiện thời
    - Bộ Schizaeales Schimp. – 3 họ hiện thời
    - Bộ Salviniales Link – 2 họ hiện thời
    - Bộ Cyatheales A.B.Frank – 8 họ hiện thời
    - Bộ Polypodiales Link – 26 họ hiện thời

Ngoài những nhóm còn sống này, một vài nhóm pteridophytes hiện đã tuyệt chủng và chỉ được biết đến từ hóa thạch. Các nhóm này bao gồm Rhyniopsida, Zosterophyllopsida, Trimerophytopsida, Lepidodendrales và Progymnospermopsida.
Các nghiên cứu hiện đại về thực vật trên cạn đồng ý rằng nhưng thực vật xuất hiện từ pteridophytes gần với dương xỉ hơn lycophytes. Do đó, pteridophytes không hình thành nhánh mà tạo thành nhóm cận ngành.

## Vòng đời

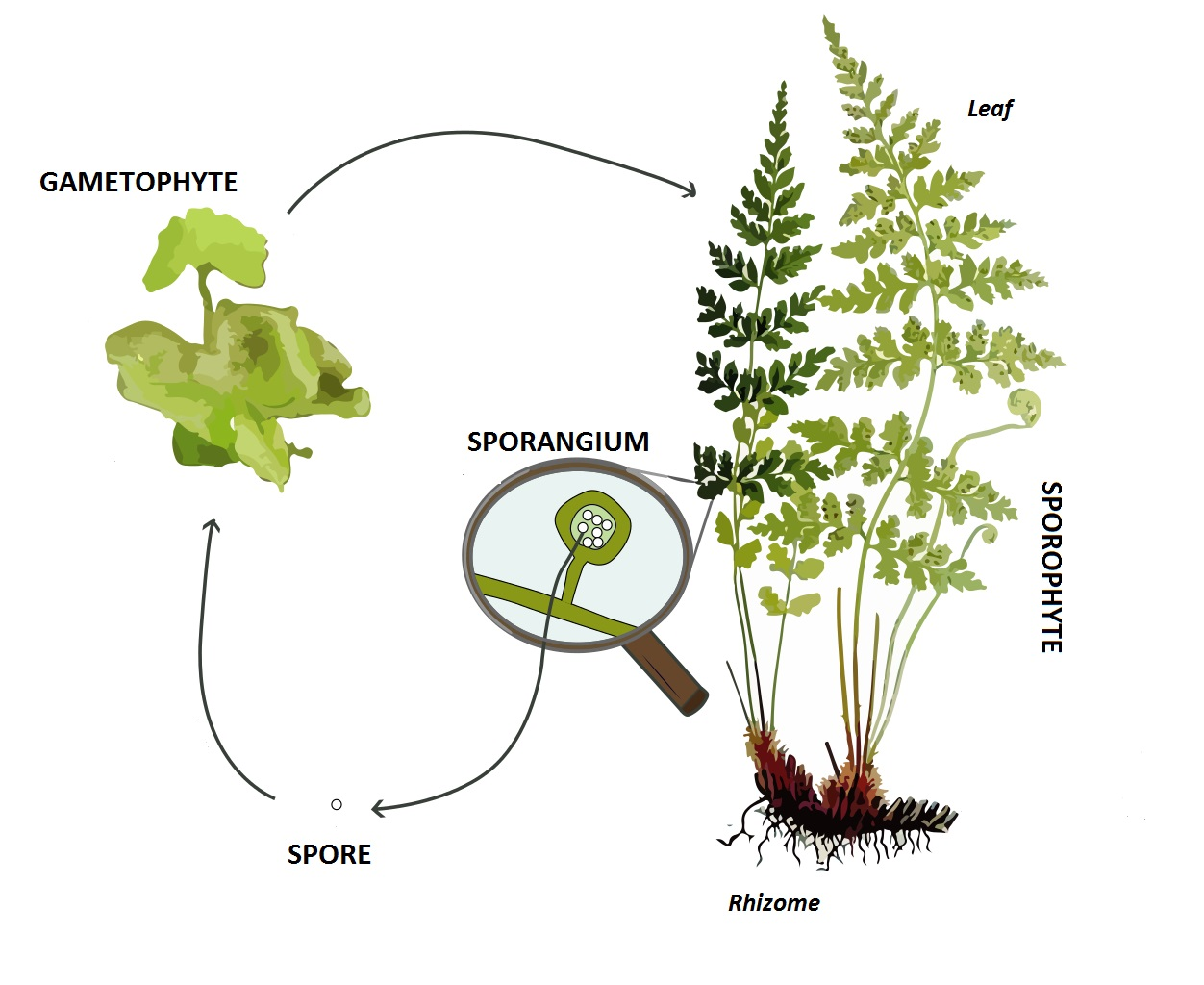
Vòng đời của Pteridophyte

Cũng giống như rêu và cây giống khác, vòng đời của pteridophytes liên quan đến sự xen kẽ thế hệ sinh sản. Điều này có nghĩa là một thế hệ lưỡng bội (thể bào tử tạo ra bào tử) được tiếp nối bởi một thế hệ đơn bội (thể giao tử hoặc prothallus, tạo ra giao tử). Pteridophytes khác với rêu ở chỗ, thể bào tử phân nhánh và nhìn chung là lớn hơn và dễ thấy hơn, và so với cây giống ở điểm cả hai thế hệ đều độc lập và sống tự do. Tính dục của giao tử pteridophyte có thể được phân loại như sau:
- Dioicous: mỗi giao tử riêng lẻ vừa là đực (tạo ra túi đực và tinh trùng) vừa là cái (tạo ra túi giao tử cái và noãn).
- Monoicous: mỗi giao tử riêng lẻ tạo ra cả túi giao tử đực và túi giao tử cái và có thể thực hiện chức năng của cả đực và cái.
Nhị chín trước (protandrous): túi giao tử đực trưởng thành trước túi giao tử cái (đực trước, rồi đến cái).
Nhụy chín trước (protogynous): túi giao tử cái trưởng thành trước túi giao tử đực (nữ trước, rồi đến nam).

Các thuật ngữ này là không giống như monoecious và dioecious, dùng để chỉ việc liệu thể bào tử của cây giống có mang cả giao tử đực và cái hay không, nói cách khác là tạo ra cả phấn hoa và hạt, hay chỉ một trong hai giới.